# Александър Яшченко
Вижте пояснителната страница за други личности с името Яшченко.
Александър Семьонович Яшченко е руски юрист, философ и библиограф, литератор, издател. От 1918 е в Берлин. Редактира периодичното издание „Русская книга“.

## Ранни години
Ражда се в семейство на чиновник. Завършва класическата гимназия в Ставропол с отличие (1895). Постъпва в Московския университет; отначало учи в математическия факултет, но после се прехвърля в юридическия. Запознава се с Юргис Балтрушайтис, Валерий Брюсов, Георгий Чулков. Влиза в кръжока на В. А. Морозов. Общува с хора като писателя Алексей Николаевич Толстой, поета Александър Блок, артистката Яворска (Барятинска) и др.
През 1905 е командирован в чужбина за две години, за да защити магистърска дисертация. След завръщането си чете лекции в Московския университет (1907-08). През декември 1908 получава магистърска степен по международно право, а през януари 1909 е избран за приват-доцент.
През септември 1909 е назначен за извънреден професор по енциклопедия и философия на правото в Юриевския университет. В Юриев (дн. Тарту) подготвя докторска дисертация, която защитава през февруари 1913 в Санкт Петербург. След това е избран за извънреден професор в Петербургския университет.
Сътрудничи на либералните издания „Век“, „Народоправство“, „Русские ведомости“. Подготвя основния труд „Русская библиография по философии и религии с начала письменности и до наших дней“, част от който е публикуван в „Учёных записках Императорского Юрьевского университета“ (1915). През 1917-18 е редовен професор в Пермския университет.

## Емиграция
През пролетта на 1919 е включен в състава на първата съветска делегация в Берлин в качеството на експерт по международно право. Не споделя болшевишките възгледи и отказва да се върне с делегацията в Съветска Русия. Така става един от първите незавърнали се в Русия след болшевишкия преврат.
В Берлин се сближава с Владимир Станкевич, става един от дейните участници в групата „Мир и труд“ и публикува статии на обществено-политическа тематика в неговото периодичното издание „Жизнь“. Негови публикации с обществено-политическа и литературна насоченост се появяват във в-к „Голос России“ и в редактирания от Борис Оречкин периодично издание „Русский эмигрант“. През 1921 започва издаването на периодичното издание „Русская книга“ в Берлин, което през 1922 е преобразувано в „Новая русская книга“. В него събира и обединява сведения за руската и задгранична издателска и литературна дейност. По този начин той създава своего рода информационен канал, свързващ руския печат в чужбина и в родината.
Активен участник в образувания в Берлин „Дом на изкуството“ (1921). Работи в немското издателство „Taurus“, където подготвя за издаване двуезичен речник.

## Литва
От есента на 1924 е назначен за редовен професор в юридическия факултет на Литовския университет в Каунас и за завеждащ катедрата по международно право. Така Яшченко се преселва в Литва. В Литовския университет чете курсове по международно право, международно частно право, международно стопанско право.
През 1926-27 публикува в правителствения вестник „Lietuva“ няколко статии, в които коментира търговските споразумения на Литва. В периодичното издание „Vairas“ са поместени негови статии по международни отношения. Издава няколко работи по международно право на литовски език. През 1932 се среща в Берлин с А. Н. Толстой.
|  | Тази страница частично или изцяло представлява превод на страницата „Ященко, Александр Семёнович“ в Уикипедия на руски. Оригиналният текст, както и този превод, са защитени от Лиценза „Криейтив Комънс – Признание – Споделяне на споделеното“, а за съдържание, създадено преди юни 2009 година – от Лиценза за свободна документация на ГНУ. Прегледайте историята на редакциите на оригиналната страница, както и на преводната страница, за да видите списъка на съавторите. ВАЖНО: Този шаблон се отнася единствено до авторските права върху съдържанието на статията. Добавянето му не отменя изискването да се посочват конкретни източници на твърденията, които да бъдат благонадеждни. |